# Moka Pagina Muvada
Moka Pagina Muvada o Moka Paginu Muwadu fou un estat tributari protegit del grup de Pandu Mehwas a l'agència de Rewa Kantha, província de Gujarat, presidència de Bombai, amb una superfície d'uns 2 km² i amb dos tributaris separats. Els seus ingressos estimats el 1882 eren de 23 lliures de les quals 12 lliures es pagaven com a tribut al Gaikwar de Baroda.